# 皮洛士·季马斯
皮洛士·季马斯（希臘語：Πύρρος Δήμας，1971年10月13日—）是一位希腊举重运动员。他是在奥运会上获得最多块金牌和奖牌的举重运动员，1992年、1996年、2000年各获一枚金牌，2004年获铜牌。